# Dame (chanson de Luis Miguel)
Pour les articles homonymes, voir Dame.
Dame (français : Donne-moi) est une chanson écrite par Alejandro Lerner (en) et Kiko Cibrian et interprétée par le chanteur mexicain Luis Miguel. Elle est sortie en tant que single principal de son onzième album studio Nada es igual le 15 juillet 1996 sur les ondes des stations de radio. Dame a été enregistré au studio Record Plant à Los Angeles, en Californie. La chanson incorpore des influences R&B et hip-hop. Le clip musical de Dame a été réalisé par Marcus Nispel et filmé dans le désert des Mojaves en Californie et a été nommé vidéo de l'année au Premios Lo Nuestro. Il a reçu des réactions mitigées de la part des critiques musicaux qui ont estimé que le titre sonnait trop semblable à ses précédents enregistrements pop. Dame a atteint la deuxième et la première place des classements Billboard Hot Latin Songs et Billboard Latin Pop Songs aux États-Unis et a reçu un BMI Latin Award en 1998.

## Enregistrement et composition
Dame a été enregistré au studio Record Plant à Los Angeles, Californie, en février 1996. La chanson a été écrite par Alejandro Lerner et Kiko Cibrian et coproduit par ce dernier et Luis Miguel. Dame est un morceau de R&B-lite rythmé avec des rythmes hip-hop sous-jacents,. Fernando Gonzalez du Contra Costa Times l'a qualifié de « funk léger à la Janet Jackson ». Le morceau met en scène Pancho Loyo à l'orgue, Paul Jackson Jr. à la guitare, Gene Page à la direction des instruments à cordes, Jerry Hey aux cuivres, et a été conçu et mixé par Paul McKenna. Dans la chanson, Miguel utilise le mot Dame 19 fois, y compris dans certaines phrases telles que dame alguna prueba de amor (français : donne-moi une preuve d'amour), dame un mapa de tu cuerpo (français : donne-moi une carte de ton corps), et dame todos tus sentidos (français : donne-moi tous tes sens).

## Clip vidéo

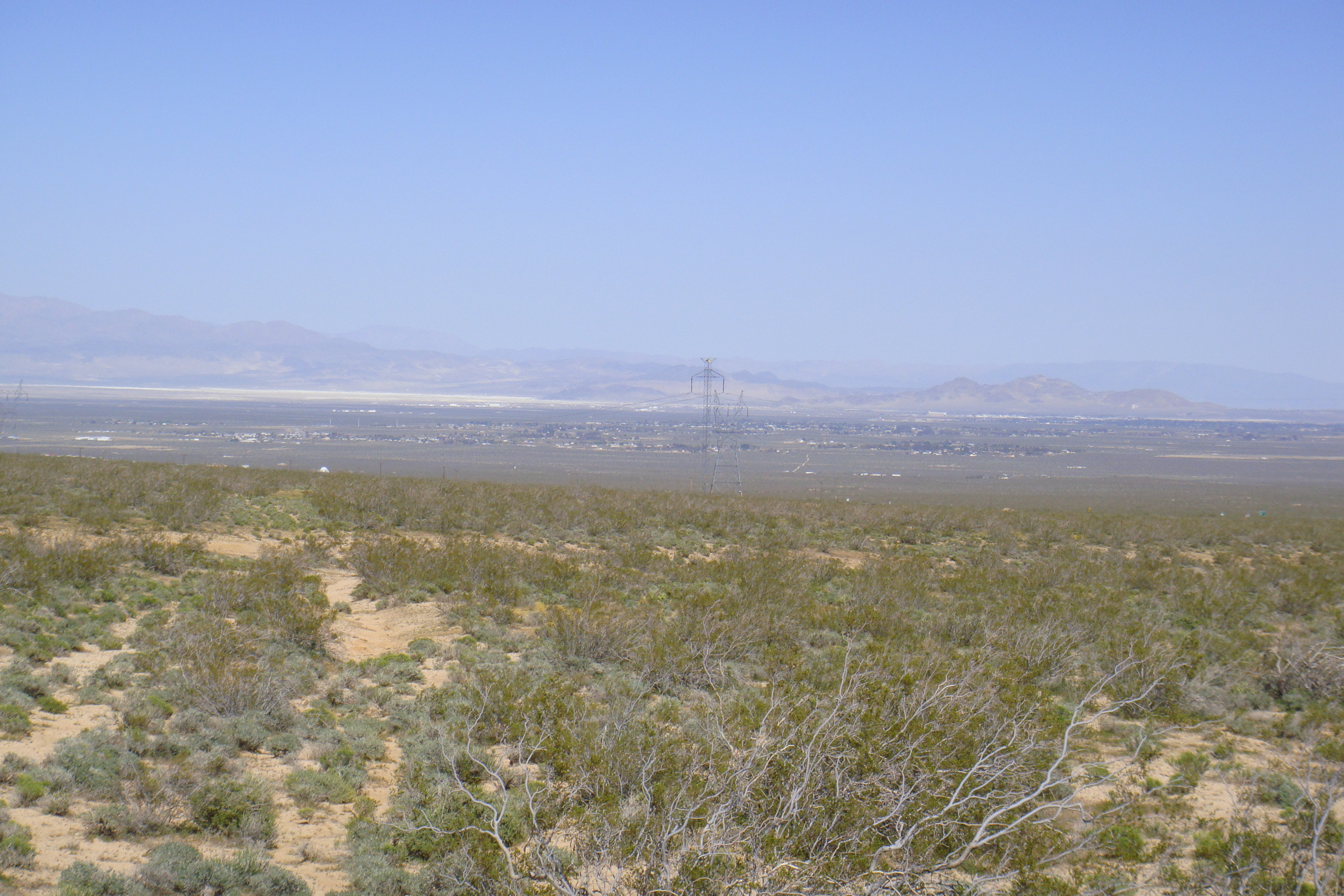
Le désert des Mojaves, où le clip de Dame a été tourné.

Le clip musical de Dame a été réalisé par le réalisateur allemand Marcus Nispel, qui a également réalisé Runaway de Janet Jackson. Le tournage a eu lieu les 29 et 30 juin 1996 dans le désert des Mojaves, près de Los Angeles, en Californie, et a duré deux heures,. Le coût total de la vidéo s'est élevé à 250 000 dollars US. La vidéo met en scène Miguel et un groupe de trompettistes vêtus d'un costume noir ; des scènes en noir et blanc avec une femme, et des explosions en arrière-plan. Lors de ces scènes, 375 kilos de dynamite ont été utilisés. Miguel ne voulait pas d'un double pendant les scènes d'explosion car il « ne voulait pas laisser cette expérience derrière lui ». Achy Obejas du Chicago Tribune a donné son avis : « Il y a Luis Miguel, mal rasé, l'air hagard, portant un costume au milieu du Mojave. Il n'est pas très tonique, c'est juste un gars : Un hombre, plus un muchacho ». Il a été nommé pour la vidéo de l'année aux Premios Lo Nuestro de 1997, mais a été battu par La Aurora d'Eros Ramazzotti.

## En public et autres apparitions
Miguel a interprété Dame dans le cadre de la setlist de sa tournée America 1996 (1996) et Romances tour (1997-98), et de la première étape de la Amarte es un placer tour,,. Dame et son clip vidéo ont été inclus dans la compilation Grandes Éxitos de Miguel (2005).

## Accueil et récompenses
À sa sortie, Dame a reçu des réactions mitigées de la part des critiques musicaux. Juan Pablo García Macotela, rédacteur en chef d'El Siglo de Torreón, a estimé que la chanson ne différait pas des précédents enregistrements pop de Miguel, citant le « même son, la même structure musicale, le même style qui n'a pas changé d'un iota ». Il a également estimé que l'usage excessif du mot Dame sur plusieurs phrases rendait la chanson « monotone ». Ernesto Portillo, Jr. du San Diego Union-Tribune a noté que « les fans de Miguel apprécieront certainement le tempo élevé de Dame ».
Le rédacteur en chef du Dallas Morning News, Mario Tarradell, a fait un commentaire : « Bien qu'on ne puisse nier l'attrait de ses chansons R&B-lite prêtes à être diffusées à la radio — Si Te Vas, Dame, Todo Por Su Amor il n'y a pas de différences entre ces chansons et les succès passés tels que Suave, Sera Que No Me Amas et Oro de Ley ». Anne Valdespino a qualifié Dame d'air « brillant et optimiste » et a estimé qu'il faisait « partie des meilleurs morceaux de l'album ». Elle a également salué les arrangements de la chanson comme « des arrangements soignés dignes de Quincy Jones ». Dame a été reconnue lors des BMI Latin Awards 1998 comme l'une des meilleures chansons de l'année.

## Sortie et ventes
Dame est sorti commercialement le 15 juillet 1996. Aux États-Unis, il a débuté à la 19e place du classement Billboard Hot Latin Songs dans la semaine du 17 août 1996. La chanson a atteint la deuxième place hitparade, la première étant occupée par la chanson Que pena me das de Marco Antonio Solís. Dans le hit-parade Billboard Latin Pop Songs, elle est arrivée à la 12e place pendant la semaine du 17 août 1996. Trois semaines plus tard, elle a atteint la première place du classement des chansons pop latines, devenant ainsi sa cinquième chanson numéro un. La chanson est restée en tête de ce hit-parade pendant cinq semaines jusqu'à ce qu'elle soit remplacée par la chanson de Chayanne, Solamente tu amor. Dame a terminé l'année 1996 comme la neuvième meilleure chanson pop latine aux États-Unis.